# Asphalt (1929)
Asphalt ist ein Stummfilm von Joe May. In den Hauptrollen spielen Gustav Fröhlich und Betty Amann. Die Uraufführung erfolgte am 12. März 1929 im Ufa-Palast am Zoo von Berlin. Der Film erhielt Jugendverbot.

## Handlung
Der junge Polizeiwachtmeister Holk lebt mit seiner Mutter und dem Vater in einer bürgerlichen Wohnung. Er versieht seinen Dienst als Verkehrspolizist in einer sehr lebhaften und verkehrsreichen Stadt, in der Straßenkriminalität herrscht: Einer Frau wird während des Betrachtens einer besonderen Schaufensterdekoration von Taschendieben etwas aus ihrer Handtasche gestohlen. Holk fühlt sich von einer Frau in einem Cabriolet geschmeichelt: Obwohl sie an der Kreuzung, an der er den Verkehr regelt, offensichtlich die Vorfahrt missachtet und damit einen Stau verursacht, nimmt er ihre Personalien mit offensichtlichem Charme auf.
Eine junge Frau lässt sich bei einem Juwelier eingehend beraten: Sie umgarnt den Juwelier und lenkt ihn auf diese Weise ab, um mit einem präparierten Schirm einen Edelstein zu stehlen. Nachdem sich die Frau aus dem Laden verabschiedet hat, fällt den Beschäftigten des Juweliers der Verlust eines Steines auf. Der Sohn des Juweliers verfolgt die Frau und stellt sie auf offener Straße zur Rede; es entsteht ein Menschenauflauf.
Nach der Wachablösung nimmt Holk auf dem Weg nach Hause diesen Auflauf wahr. Zur Klärung des Sachverhalts führt er die Frau und den Angestellten in das Juweliergeschäft, in dem sich die Frau empört von den Anschuldigungen zeigt und auf eine sofortige Untersuchung besteht. Die Frau wird von einer Angestellten in ein Nebenzimmer geführt, während Holk und die beiden Männer ihre Handtasche und den Fellmuff untersuchen. Der Stein wird zunächst nicht entdeckt und die Frau möchte gerade das Juweliergeschäft verlassen, als der Sohn des Juweliers noch einmal um die Untersuchung des Schirmes bittet. Dabei fällt Holk der versteckte Stein auf.
Der ältere Juwelier ist immer noch von der jungen Frau angetan, die ihm unter Tränen schildert, dass sie den Stein aus Not gestohlen habe und sie von einem Zeitungsbericht über einen solchen Diebstahl inspiriert worden sei. Der Juwelier bittet den Polizisten, auf eine Strafverfolgung zu verzichten, da das Geschäft ja nicht geschädigt worden sei. Holk verweist auf seinen Status als Beamter und verhaftet die Frau wegen Juwelendiebstahls. Während sie in einem Polizeiwagen weggefahren wird, machen sich die beiden Straßendiebe über sie lustig und betonen den Unterschied zwischen 'alten Fachleuten und einer Anfängerin'.
Im Polizeiwagen versucht die Frau bei dem  Polizisten tränenreich Mitleid zu erwecken: Sie verweist auf Mietschulden, die drohende Räumung ihrer Wohnung und ihrer Angst vor der Obdachlosigkeit. Vor dem Revier angekommen, fleht sie den Polizisten an, dass sie wenigstens ihre Papiere in der nahegelegenen Wohnung holen darf. Er lässt sich überreden, als sie ihm vorschlägt, sie in ihre Wohnung zu begleiten. Dort verführt Else Holk nach allen Regeln der Kunst.
Holk wird schwach, lässt die Anzeige gegen sie fallen und entlässt sie in die Freiheit. Diese Entscheidung soll er bald bitter bereuen. Holk ist der schönen Fremden rasch verfallen und sucht sie tags darauf wieder auf. Else gesteht ihm, dass ihr Freund ein steckbrieflich gesuchter Verbrecher ist. Plötzlich kommt dieser Mann, der sich hochtrabend Konsul Langen nennt, hinzu und attackiert den Wachtmeister. In dem anschließenden Handgemenge schlägt der junge Holk den Schurken so unglücklich nieder, dass dieser dabei zu Tode kommt.
Holk gesteht seinem Vater, einem altgedienten Hauptwachtmeister, den Unglücksfall mit Todesfolge. Dessen Pflichtbewusstsein nötigt ihn dazu, den nunmehr des Mordes verdächtigen Holk junior, seinen eigenen Sohn, zu verhaften. Doch da meldet sich Elses Gewissen. Sie stellt sich der Polizei und bestätigt die Version des jungen Holk, dass dieser in Notwehr gehandelt habe. Else, die sich inzwischen in Wachtmeister Holk verliebt hat, bestätigt die Identität ihres kriminellen Ex-Geliebten und wird daraufhin als dessen Komplizin verhaftet. Holk erhält seine Freiheit zurück.

## Produktionsnotizen
Gedreht wurde der Film in den letzten drei Monaten des Jahres 1928. Er trug den Untertitel Der Polizeiwachtmeister und die Diamantenelse. 
Mit Ausnahme einiger geschickt geschnittener Realaufnahmen wurden die Straßenszenen in den damaligen UFA-Ateliers in Neubabelsberg, dem heutigen Studio Babelsberg in Potsdam gedreht, die Kulissen-Straßen bestanden aus Holzkonstruktionen unter Kunstlicht. Die Bauten zu Asphalt stammen von Erich Kettelhut, die Kostüme wurden von René Hubert entworfen.
Es handelt sich bei Asphalt um einen der letzten Stummfilme, der zum Teil parallel zu den Dreharbeiten zu Fritz Langs Frau im Mond in Babelsberg entstand.
Für Albert Steinrück, der den pflichtbewussten Vater des Hauptdarstellers Gustav Fröhlich verkörpert, war dies die letzte vollständig abgeschlossene Filmrolle. Er erlebte die Uraufführung dieses Films nicht mehr.
Seine erste Wiederaufführung nach dem 2. Weltkrieg erfolgte am 26. Juni 1973 im ZDF. Eine FSK-Prüfung am 31. Mai 1995 (Nr. 72660) ergab eine Freigabe ohne Altersbeschränkung und an Feiertagen.
Im Jahr 1997 veröffentlichte das britische Duo In the Nursery einen eigenen Soundtrack zu dem Film im Rahmen seiner Optical Music Series.

## Kritik
In Siegfried Kracauers Von Caligari zu Hitler (1947) wird der bildliche Einsatz des Asphalt-, Pflaster- und Straßenmotivs in „Straßenfilmen“ der Zeit und insbesondere in Asphalt hervorgehoben: „Der Vorspann dieses Films illustriert in der Art eines Dokumentarfilms, wie Asphalt hergestellt wird und wie er gierig das offene Land verschlingt, um den Weg für den Stadtverkehr zu bahnen –: dieses donnernde Chaos, das […] durch die magischen Gesten des Polizisten gemeistert wird. Aufnahmen, die die Einheit von Asphalt und Verkehr betonen, bilden auch den Abspann zur eigentlichen Handlung. Der Nachdruck, der auf den Asphalt gelegt wird, geht Hand in Hand mit Einschüben von Straßenbildern an jedem dramatischen Höhepunkt.“
In Kay Wenigers Es wird im Leben dir mehr genommen als gegeben heißt es: Mays Asphalt war „sein sozial engagiertester und von der Kritik als qualitativ wertvollste May-Produktion bezeichneter Film. ‚Asphalt‘ überzeugte als intelligent gemachtes Sozialstück aus dem Berliner Kleine-Leute-‚Milljöh‘, ein wenig in der Tradition von Zille, Jutzi und Döblin.“
Das Lexikon des Internationalen Films meint: „Als das ‚erste Beispiel des deutschen Realismus‘ wurde dieser Film von dem französischen Filmhistoriker Charles Ford bezeichnet. […] Ein Stummfilm-Melodram, das durch überzeugende Darstellung und hervorragende Kameraarbeit seinen Kolportagecharakter verliert.“
Reclams Filmführer erwähnt: „Besser als das etwas klobige ‚bürgerliche Trauerspiel‘ mit Happy-End gelangen dem Film Beobachtungen am Rande, Straßenszenen und die Zeichnung skurriler Typen. Auch die Kamera verdient Beachtung.“
Buchers Enzyklopädie des Films behauptet, Asphalt zeige „einen oberflächlichen Einfluß sowohl des Expressionismus als auch der Straßenfilme.“
Im Filmführer Deutsche Spielfilme von den Anfängen bis 1933 schreibt Michael Hanisch euphorisch: „Der Film läßt die hohe technische Meisterschaft des Regisseurs und seines Kameramannes erkennen. Günther Rittaus Lichtgestaltung, die Lebendigkeit der Spielszenen, die Kunst der Montage, die Leistung der Schauspieler, die mit einer Geste, einer Mundbewegung das auszudrücken verstanden, wozu ihre Kollegen einige Monate später, in der beginnenden Tonfilmepoche, mehrere Sätze brauchten – all das weist Asphalt als ein Kunstwerk aus, das die hohe Kunst des Stummfilms in seiner Endphase dokumentiert.“